# Skalne slike Astuvansalmija
Skalne poslikave Astuvansalmi (finsko Astuvansalmen kalliomaalaukset) so v Ristiini, Mikkeli, Južna Savonija, Finska na obali jezera Yövesi, ki je del velikega jezera Saimaa. Slike so od 7,7 do 11,8 metrov nad vodno gladino jezera Saimaa. Gladina jezera je bila v času nastanka skalnih poslikav precej višja. Na območju je okoli 70 slik.
Skalne slike je uradno našel finski arheolog Pekka Sarvas leta 1968, čeprav so domačini zanje vedeli že pred tem.

## Najdišče Astuvansalmi
Skala, kjer so poslikave, je videti kot človeška glava, oblika je še posebej vidna pozimi, ko jo gledamo z ledu jezera. Skala je bila domnevno nekakšen kultni ali obredni kraj. Podobe losov na finskih kamnitih poslikavah so lahko povezane z »živalskim obredjem«, kjer je kontinuiteta lovljene vrste zagotovljena z obredom, v katerem je žival poslana nazaj k 'lastniku'.
Najstarejše slike so nastale okoli 3000–2500 pr. n. št. So se na najvišji ravni (približno 11 metrov). Gladina vode se je hitro spremenila (približno 2,5 metra) s podorom Vuoksi. Kasneje se je gladina počasi spustila za 8 metrov na sedanjo raven. Vse kasnejše poslikave so bile narejene iz čolnov med različnimi zgodovinskimi vodostaji.
Na mestu, na dnu jezera, so našli tudi druge arheološke artefakte, med njimi majhne jantarne kipce starih bogov (Ukko in Akka). Najdeno je bilo tudi nekaj živalskega nakita, eden prikazuje medvedjo glavo. Nakit in kipci se nanašajo na nekatere verske obrede na tem mestu.
Najdene so bile tudi konice puščic, datirane v 2200–1800 pred našim štetjem in 1300–500 pred našim štetjem.
Naselbine iz kamene dobe iz približno 3300–2800 pr. n. št. so bile najdene v bližini Astuvansalmija v Heiniemiju.

## Motivi
Skalne poslikave Astuvansalmija vsebujejo naslednje slike: 18 do 20 losov, približno toliko človeških figur, desetine rok in sledi živali, 8 do 9 čolnov ter geometrijske like in slike, za katere se domneva, da prikazujejo ribe in psa.
Slike bi lahko imele povezavo s sibirsko in severnoevropsko šamanistično tradicijo, kjer je sonce veljalo za jelena ali losa, ki teče po nebu. Samiji so tudi verjeli, da je sonce bežeči kozmični sončni jelen. Ljudje na slikah so bili šamani, ki so s svojim bobnanjem in pesmimi vzpostavili stik s svetom duhov skozi trans. Šamanizem je najstarejša kulturna tradicija Finske in severa. Aktivno je bil prisoten že v paleolitiku.
Los je bil tradicionalno zelo pomemben plen za prebivalce severa. Los je pomenil tudi središče vesolja. Nekateri od osemnajstih losov iz Astuvansalmija imajo pike na srcu. Vsi razen enega gledajo proti zahodu. Nekateri se premikajo, drugi pa stojijo.
Čoln je bil pomembno prevozno sredstvo v jezerskih predelih prazgodovinske Finske. Velike čolne iz kože in lesa so izdelovali že preden so Vikingi začeli izdelovati svoje velike ladje. Čolni so bili precej podobni modelom severnoameriških Indijancev.
Človeške figure so tako šamani kot duhovi, ki so povezani z lovskimi obredi. Človeške figure so lahko pomenile tudi ljudi, ki so jih narisali. Redka ženska figura, ki drži lok v roki, naj bi upodabljala mitsko Tellervo, boginjo iz mitologije Kalevala, ki naj bi bila prednica človeške rase. Ženske običajno nikoli niso sodelovale pri lovu, zato naj bi bila bolj božanske narave.

### Finske reference
- Wirilander Hannele, Ristiinan historia 1, Pieksämäki 1989, pages: 18–20, 23, 31–34
- Juha Pentikäinen: Astuvansalmi rituaalipaikkana
- Astuvansalmen kalliomaalaukset